# Archaeoglobus fulgidus
Archaeoglobus fulgidus är en marin, hypertermofil arkéart inom släktet Archaeoglobus och stammen Euryarchaeota. Arten breskrevs av Stetter år 1988. Artens genom är ca 2,2 Mb långt och innehåller ca 2 500 gener. Arten har påträffats vid oljefyndigheter på havsbotten och tros kunna leva i oljereservoarer.